# Viola praemorsa
Viola praemorsa Douglas – gatunek roślin z rodziny fiołkowatych (Violaceae). Występuje naturalnie w Kanadzie (w prowincji Kolumbia Brytyjska) oraz Stanach Zjednoczonych (w Kalifornii, Oregonie i stanie Waszyngton). W całym swym zasięgu jest gatunkiem najmniejszej troski, ale regionalnie – w Kolumbii Brytyjskiej – jest krytycznie zagrożony.

## Morfologia
PokrójBylina dorastająca do 2–36 cm wysokości, tworzy kłącza.
LiścieBlaszka liściowa ma podługowato lancetowaty kształt. Mierzy 1,7–14 cm długości oraz 0,8–5,3 cm szerokości, jest karbowana lub piłkowana na brzegu, ma nasadę od zbiegającej po ogonku do ściętej i spiczasty lub ostry wierzchołek. Ogonek liściowy jest nagi i ma 2,6–19,2 cm długości. Przylistki są równowąsko lancetowate.
KwiatyPojedyncze, wyrastające z kątów pędów. Mają działki kielicha o lancetowatym kształcie. Płatki są odwrotnie jajowate i mają żółtą barwę, dolny płatek jest odwrotnie jajowaty, mierzy 11–19 mm długości, posiada obłą ostrogę o długości 1–3 mm.
OwoceTorebki mierzące 6–14 mm długości, o podługowatym kształcie.

## Biologia i ekologia
Rośnie na łąkach, brzegach cieków wodnych, skarpach i terenach skalistych. Występuje na wysokości od 500 do 3500 m n.p.m.

## Zmienność
W obrębie tego gatunku wyróżniono dwie odmiany:
- V. praemorsa var. flavovirens (Pollard) R.J.Little – występuje w Idaho, Montanie, Utah, stanie Waszyngton i Wyoming[6]
- V. praemorsa var. major (Hook.) M.Peck – występuje w Kanadzie (w prowincji Alberta) oraz Stanach Zjednoczonych (w Kalifornii, Kolorado, Idaho, Montanie, Nevadzie, Oregonie, Utah, stanie Waszyngton i Wyoming)[3]